# Franz Hebenstreit
Franz Hebenstreit von Streitenfeld (* 26. November 1747 in Prag; † 8. Jänner 1795 in Wien) war einer der Köpfe der Wiener Demokraten, die allgemein als Wiener Jakobiner bezeichnet werden. Er war Sozialutopist mit Anlehnung an Jean-Jacques Rousseau, Étienne-Gabriel Morelly, Jean Meslier und Gabriel Bonnot de Mably. Sein Freund und Mitstreiter Andreas Riedel nannte ihn kurzerhand einen Kommunisten, wodurch im deutschsprachigen Raum wohl das erste Mal dieser Begriff fiel.

## Leben
Hebenstreit war Sohn eines Philosophieprofessors der Prager Karls-Universität. Nachdem er selbst Philosophie und Rechtswissenschaften studiert hatte, trat er der österreichischen Armee bei, zuerst den Ulanen. Als Bürgerlicher fühlte er sich den Adeligen gegenüber diskriminiert und desertierte 1773. Sein Plan war, nach Amerika zu fliehen, um in der dortigen Revolution zu kämpfen. Doch fingen ihn die Preußen und steckten ihn in ihre Armee. Nach fünf Jahren konnte er fliehen und kam wieder in die österreichische Armee.
Nach einer eher langsamen Karriere fand er sich 1791 in Wien als Platzoberleutnant wieder. Er fing wieder zu studieren an und wurde Freimaurer. Mit viel Sympathie für die Französische Revolution fand er sich bald im Kreis Gleichgesinnter um Andreas Riedel wieder. Bis zum Tod von Kaiser Leopold II. hatten er und Riedels Gruppe nicht viel zu befürchten, da der Kaiser selbst Anhänger der konstitutionellen Monarchie war. Andreas Riedel, der Hebenstreit immer mehr förderte, gehörte zum engeren Beraterkreis des Kaisers und entwarf sogar eine Verfassung.
Leopolds II. Sohn Kaiser Franz II. hatte jedoch andere Ziele, als er 1792 den Thron bestieg. Andreas Riedel wurde in Frühpension geschickt, und jede Aussicht auf Reform und quasi Revolution von oben war dahin. Trotzdem trafen sich noch die Freunde, diskutierten über Politik, Utopie und Maximilien de Robespierre. Hebenstreit verfasste in dieser Zeit sein in lateinischen Hexametern verfasstes Gedicht „Homo Hominibus“ („Mensch unter Menschen“) mit über 500 Versen, in dem er den Gegensatz zwischen Armen und Reichen thematisierte.
Bei den Wienern wurde sein „Eipeldauerlied“ bekannt, das man durchaus als Revolutionslied ansehen kann. Als die Repressionen immer schlimmer und die Konservativen immer mächtiger wurden, dachte vor allem Hebenstreit laut über Revolution und Umsturz nach. Er baute sogar ein Modell eines Streitwagens. Selbst ehemaliger Kavallerist, wollte er dem französischen Revolutionsheer und den polnischen Aufständischen eine effektive Waffe gegen die schwer besiegbaren österreichischen und russischen Reitereien liefern. Pläne der Kriegsmaschine wurden nach Paris geschmuggelt. Kurz danach, am 24. Juni 1794, begannen in Wien die Verhaftungen.
Wieweit die erhobenen Vorwürfe in den folgenden Schauprozessen auf Realität, den Behauptungen der Spitzel, vor allem des Buchdruckers und späteren ersten Leiters der K.k. Hof- und Staatsdruckerei Joseph Vincenz von Degen, oder auf dem Wunsch des Polizeichefs von Wien, Johann Anton Graf Pergen, und dessen Ermittler, Franz Josef von Saurau, basierten, die Gruppe gefährlicher ausschauen zu lassen, als sie tatsächlich war, sei dahingestellt. Hebenstreit wurde wegen Hochverrats verurteilt („nicht Rechtsprechung, sondern Politjustiz“) und durch den Strang hingerichtet, andere wie der Magistratsbeamte Martin Joseph Prandstätter nahmen sich im Gefängnis das Leben. Einige, wie z. B. Riedel, wurden erst durch die Truppen Napoleons befreit.
Der Prozess gegen Hebenstreit wurde 2010 im Wiener Rathaus als historische Veranstaltung „wiederholt“, wobei der Angeklagte posthum rehabilitiert wurde. Daran wirkten Univ.-Prof. Hubert Christian Ehalt, Verfassungsjurist Heinz Mayer, Richterin Beate Matschnig und Richter Norbert Gerstlberger mit.
Hebenstreits Kopf war bis 2012 Schauobjekt im Wiener Kriminalmuseum, er wurde nach Protesten entfernt. Nach dem Wiener Jakobiner ist das Café Hebenstreit benannt, das Ende der achtziger Jahre neben dem Republikanischen Club – Neues Österreich eröffnet wurde. Das Café befindet sich am Schottentor unweit des Hinrichtungsortes von Hebenstreit.